# サン・アウグスティン包囲戦 (1740年)
サン・アウグスティン包囲戦（サン・アウグスティンほういせん、英語: Siege of St. Augustine）はジェンキンスの耳の戦争中の1740年6月から7月に行われた戦闘。

## 背景

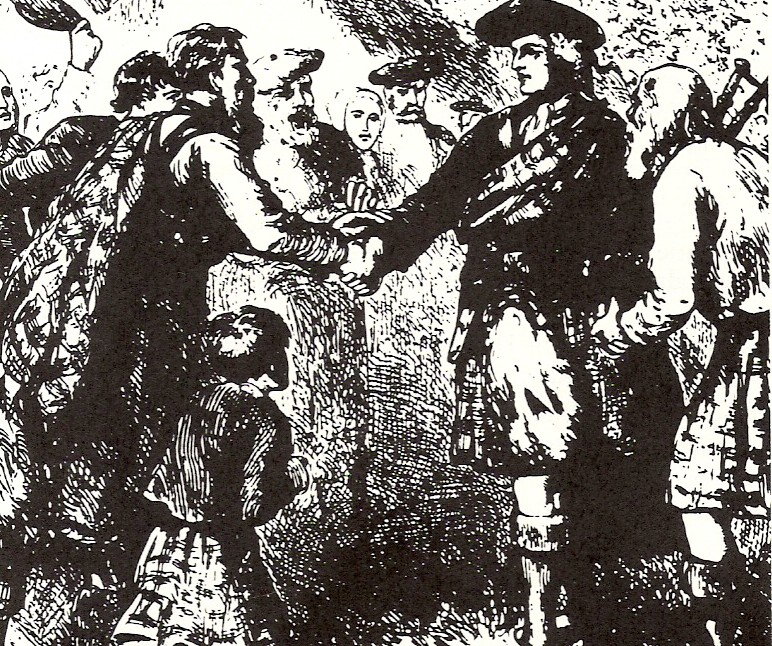
オグルソープの連隊とオグルソープ

小規模な小競り合いの後、ジョージア植民地のジェームス・オグルソープ総督はイギリスの正規軍（オグルソープの連隊）、ジョージア植民地、ノースカロライナ植民地、サウスカロライナ植民地からの民兵、そしてクリーク族、チカソー族、ユッチー族のインディアン部隊で構成された混成軍を編成した。戦役は1739年12月に開始、オグルソープは翌1月にはサン・アウグスティンの西にあるスペインの要塞を襲撃していた。1740年5月、オグルソープはサン・アウグスティンへの遠征を行った。彼はまずサン・ディエゴ要塞（San Diego）、ピコロッタ要塞（Picolotta）、それから黒人の自由人が築いた初の集落であるモセ要塞（Mose）を落とした。

## 包囲
オグルソープはサンタ・アナスタシア島に砲台を設置、一方イギリス艦隊はサン・アウグスティン港を封鎖した。6月24日、オグルソープは砲撃を開始、以降砲撃は27日間続いた。6月26日、スペインのソーティ部隊300人はハイランド・レンジャー120人とインディアン30人が駐留していたモセ砦を攻撃した。このモセ砦包囲戦において、駐留軍は不意を突かれて戦死68、捕虜34を出した一方、スペイン軍の損害は10人に留まった。
スペインはイギリス艦隊の封鎖をすり抜けてサン・アウグスティンに補給船を派遣することに成功、イギリス軍は兵糧攻めでサン・アウグスティンを落とす望みもなくなった。オグルソープは上陸して砦に強襲を仕掛け、同時に艦隊が港にいるスペイン船を攻撃する計画を立てたが、海軍のピアース少将はハリケーンの季節が訪れたとして攻撃を行わなかった。結局、オグルソープは築いた砲台を放棄、包囲も解いてジョージアに戻った。